# Барбадос на Чемпіонаті світу з водних видів спорту 2015
Барбадос взяв участь у Чемпіонаті світу з водних видів спорту 2015, який пройшов у Казані (Росія) від 24 липня до 9 серпня.

## Плавання
Барбадоські плавці виконали кваліфікаційні нормативи в дисциплінах, які наведено в таблиці (не більш як 2 плавці на одну дисципліну за часом нормативу A, і не більш як 1 плавець на одну дисципліну за часом нормативу B):
Чоловіки
| Спортсмен      | Дисципліна           | Попередній заплив | Попередній заплив | Півфінал        | Півфінал        | Фінал           | Фінал           |
| Спортсмен      | Дисципліна           | Час               | Місце             | Час             | Місце           | Час             | Місце           |
| -------------- | -------------------- | ----------------- | ----------------- | --------------- | --------------- | --------------- | --------------- |
| Крістіан Селбі | 200 м вільним стилем | 1:57.74           | 68                | Завершив виступ | Завершив виступ | Завершив виступ | Завершив виступ |
| Алекс Соберс   | 50 м вільним стилем  | 24.87             | 73                | Завершив виступ | Завершив виступ | Завершив виступ | Завершив виступ |
| Алекс Соберс   | 400 м вільним стилем | 4:05.07           | 61                | Н/Д             | Н/Д             | Завершив виступ | Завершив виступ |

Жінки
| Спортсменка       | Дисципліна           | Попередній заплив | Попередній заплив | Півфінал         | Півфінал         | Фінал            | Фінал            |
| Спортсменка       | Дисципліна           | Час               | Місце             | Час              | Місце            | Час              | Місце            |
| ----------------- | -------------------- | ----------------- | ----------------- | ---------------- | ---------------- | ---------------- | ---------------- |
| Лані Кабрера      | 200 м вільним стилем | 2:07.75           | 52                | Завершила виступ | Завершила виступ | Завершила виступ | Завершила виступ |
| Лані Кабрера      | 400 м вільним стилем | 4:28.31           | 41                | Н/Д              | Н/Д              | Завершила виступ | Завершила виступ |
| Ганна Ліндзі Гілл | 50 м вільним стилем  | 28.75             | 83                | Завершила виступ | Завершила виступ | Завершила виступ | Завершила виступ |
| Ганна Ліндзі Гілл | 800 м вільним стилем | 9:16.23           | 38                | Н/Д              | Н/Д              | Завершила виступ | Завершила виступ |